# Raymond (Washington)
Raymond je malé město v americkém státě Washington. Jeho populace nedosahuje ani tří tisíc obyvatel. Město oficiálně vzniklo 6. srpna 1907. Název dostalo po L.V. Raymondovi, což byl první poštmistr města.